# NGC 3395
NGC 3395 је спирална галаксија у сазвежђу Мали лав која се налази на NGC листи објеката дубоког неба.
Деклинација објекта је + 32° 58' 53" а ректасцензија 10h 49m 49,9s. Привидна величина (магнитуда) објекта NGC 3395 износи 11,8 а фотографска магнитуда 12,5. Налази се на удаљености од 27,4000 милиона парсека од Сунца. NGC 3395 је још познат и под ознакама IC 2613, UGC 5931, MCG 6-24-17, ARP 270, VV 246, ARAK 257, KCPG 249A, CGCG 184-18, PGC 32424.